# Parafia Najświętszego Serca Pana Jezusa w Glisnem
Parafia Najświętszego Serca Pana Jezusa – właściwie rektorat rzymskokatolicki na prawach parafii, mieszczący się w Glisnem, należący do dekanatu Mszana Dolna w archidiecezji krakowskiej. Opiekę nad nim sprawują księża Sercanie.
Odpust parafialny obchodzony jest w Uroczystość Najświętszego Serca Pana Jezusa.

## Historia
Początki wyodrębniania się w Glisnem samodzielnych struktur religijnych sięgają roku 1977, kiedy to rozpoczęto we wsi budowę kaplicy pw. Serca Jezusowego. W 2006 metropolita krakowski ks. kard. Stanisław Dziwisz podjął decyzję o erygowaniu rektoratu na prawach parafii. Kaplica pełni obecnie funkcję kościoła parafialnego.